# 29085 Sethanne
29085 Sethanne (1979 SD) là một tiểu hành tinh vành đai chính được phát hiện ngày 17 tháng 9 năm 1979 bởi Brian Marsden ở Harvard College Agassiz Station.